# Loyola University Maryland

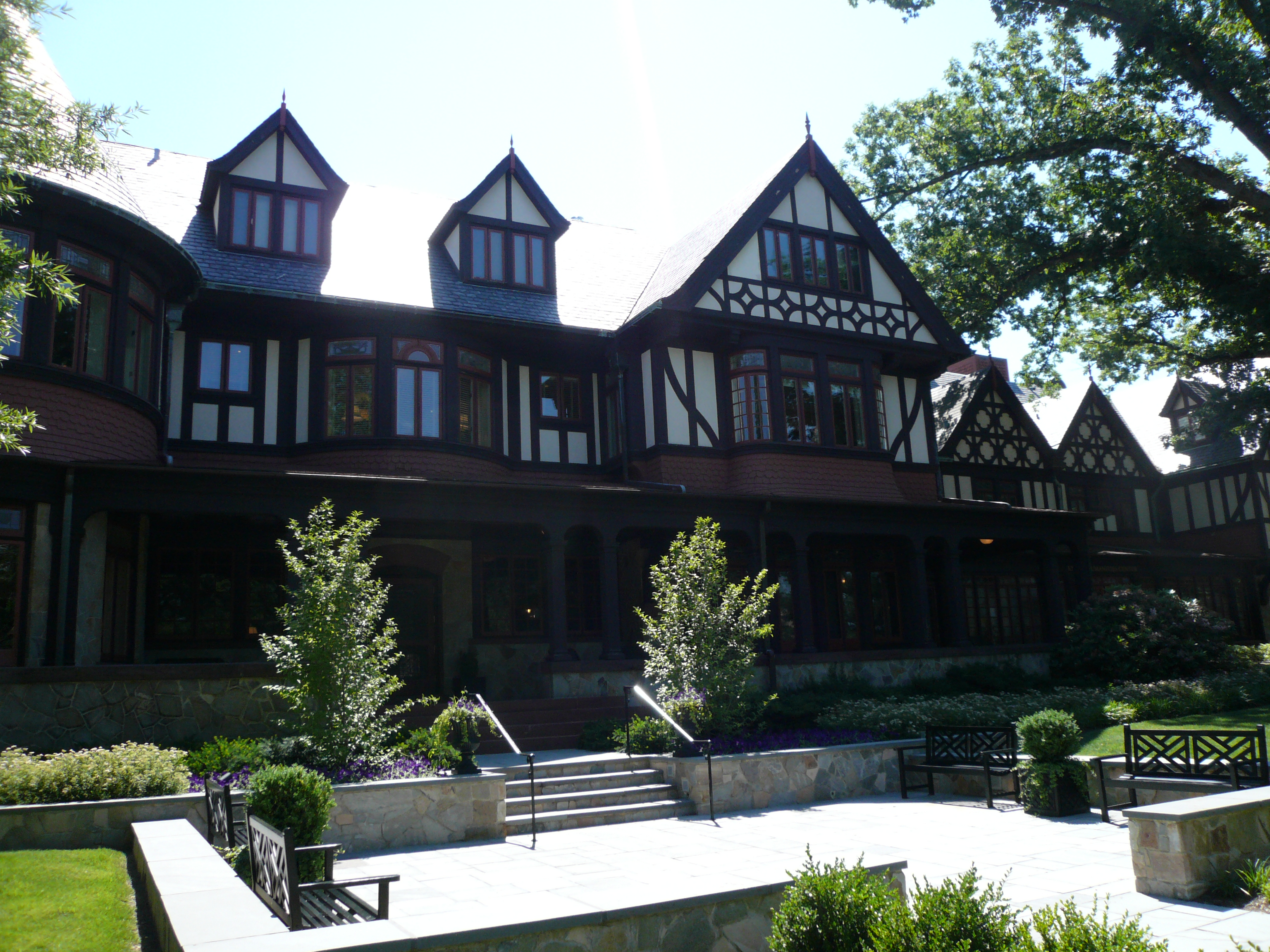
Verwaltungsgebäude

Die Loyola University Maryland (Latein: Universitas Loyolaae Marylandia) ist eine jesuitische Hochschule in Baltimore, Maryland, USA. Hervorgegangen ist die heutige Universität aus dem Loyola College in Maryland, das von 1852 bis 2009 bestand. Namensgeber ist Ignatius von Loyola. Circa 6000 Studenten werden an folgenden Einrichtungen ausgebildet:
- School of Education
- Sellinger School of Business
- Loyola College of Arts and Sciences:
  - Data Science
  - Emerging Media
  - Psychology
  - Speech-Language Hearing Sciences
  - Theology

Die Hochschule ist Mitglied der Association of Jesuit Colleges and Universities.

## Persönlichkeiten
- Paul Richard Blum (* 1950), Hochschullehrer an der Loyola University
- Tom Clancy (1947–2013), Schriftsteller, Student am Loyola College
- Heather Cooke (* 1988), Fußballspielerin, Studentin an der Loyola University
- Michael Malone (* 1971), Basketballtrainer, Student am Loyola College
- James McManus, bekannt als Jim McKay (1921–2008), Sportreporter, Student am Loyola College
- Hugh Meade (1907–1949), Politiker, Student am Loyola College
- John Ambrose Meyer (1899–1969), Politiker, Student am Loyola College
- Mark J. Reardon (* 1957), Historiker, Student am Loyola College
- Brian Saramago (* 1998), Fußballspieler, Student an der Loyola University